# Achille Léonce Victor Charles, duca de Broglie
Achille Léonce Victor Charles de Broglie, detto Victor de Broglie (Parigi, 28 novembre 1785 – Parigi, 26 gennaio 1870), è stato un nobile, politico e diplomatico francese, III duca di Broglie.
Fu per due volte Presidente del Consiglio durante la Monarchia di Luglio, dall'agosto al novembre del 1830 e dal marzo 1835 al febbraio del 1836. Victor de Broglie fu un liberale che si oppose agli ultra-realisti rientrando, sotto il governo di Luigi Filippo di Francia, negli Orleanisti.

## Biografia

### I primi anni
Victor de Broglie nacque a Parigi il 28 novembre 1785, figlio minore ma unico dei sopravvissuti di Charles-Louis-Victor, principe de Broglie nonché nipote di Victor-François, II duca de Broglie. Mentre suo nonno emigrò, i suoi genitori vennero imprigionati durante il periodo del Terrore. Suo padre venne ghigliottinato nel 1794, mentre sua madre la contessa Sophie de Rosen (10 marzo 1764 – 31 ottobre 1828) riuscì a scappare in Svizzera ove rimase sino alla caduta di Robespierre.
Fece ritorno a Parigi col piccolo Victor e con altre tre figlie e visse tranquillamente nella capitale sino al 1796, quando si risposò con Marc-René-Voyer de Paulmy, marchese d'Argenson, nipote del famoso ministro della guerra di Luigi XV. Alla morte di suo nonno nel 1804, Victor de Broglie ottenne il titolo di III duca de Broglie.
Posto sotto la tutela del suo patrigno, il giovane duca ricevette un'educazione completa e di stampo liberale che gli permise di fare il suo ingresso ufficiale nella società aristocratica e letteraria parigina all'epoca del Primo Impero francese.

### La carriera politica
Nel 1809, Broglie venne nominato membro del Consiglio di Stato francese, presieduto da Napoleone Bonaparte in persona. Inoltre egli venne impiegato dall'imperatore per missioni diplomatiche e divenne attaché in diverse nazioni. Pur non essendo mai entrato in simpatia coi princìpi dell'impero francese, il duca de Broglie non fu uno di quelli che gioirono per la sua caduta. Assieme a molti altri politici del suo tempo, egli realizzò il pericolo che la Francia stava correndo col crescere di altre potenze che avrebbero potuto schiacciarla. Con Decazes e Richelieu, egli vide che l'unica opportunità per consentire allo Stato un periodo di pacificazione era quella di riconciliarsi con la casata reale dei Borbone che aveva abbandonato il trono francese a seguito della Rivoluzione francese, proponendone dunque la Restaurazione.
Con l'influenza di suo zio, Amédée de Broglie, i suoi diritti come pari di Francia vennero riconosciuti e nel luglio del 1814, con sua grande sorpresa, Victor venne elevato da Luigi XVIII alla Camera dei Pari di Francia. Qui, dopo i Cento giorni, egli si distinse come coraggioso difensore del maresciallo Ney e del suo operato.
Dopo questo suo fallimentare atto di opposizione, lasciò il paese. Il 15 febbraio 1816, sposò ufficialmente a Livorno la sua compagna, la baronessa Albertine de Staël von Holstein, figlia di Madame de Staël. Fece dunque ritorno a Parigi sul finire dell'anno, ma non prese parte alla vita politica dello Stato sino alle elezioni del settembre del 1816, contrapponendosi allo strapotere degli ultrarealisti e sostituendo la Chambre introuvable con un'assemblea moderna composta da liberali, i Doctrinaires di cui egli era membro. L'attitudine politica del duca de Broglie durante quegli anni può essere riassunta con le sue stesse parole:

### La monarchia di luglio
Durante gli ultimi critici anni del regno di Carlo X, Broglie si identificava col partito liberale dei Doctrinaires, tra i quali spiccavano anche Royer-Collard e Guizot. La Rivoluzione di luglio del 1830 lo mise in una difficile posizione; egli era totalmente all'oscuro degli intrighi di palazzo che avrebbero poi posto sul trono Luigi Filippo; la rivoluzione, ad ogni modo, lo portò dinnanzi al fatto compiuto ed egli mantenne le sue caratteristiche di lealtà anche al nuovo governo, ottenendo dal 9 luglio 1830 l'incarico di Presidente del Consiglio e Ministro del lavoro pubblico e dell'educazione. Come aveva previsto, il ministero ebbe breve vita, ed il 2 novembre di quello stesso anno la sua prima parte di carriera governativa si era già conclusa.
Durante il periodo critico che fece seguito a questi fatti, egli supportò costantemente i principi che trionfarono con la caduta di Laffitte, rappresentante del Parti du mouvement di centro-sinistra, e l'ascesa al potere di Casimir Périer, leader del partito di centro-destra del Parti de la résistance, nel marzo del 1831. Dopo la morte di quest'ultimo e l'insurrezione del giugno del 1832, Broglie ottenne il nuovo incarico di Ministro degli Affari Esteri.
La sua reggenza dell'incarico, ad ogni modo, coincise con un periodo tra i più critici per le relazioni internazionali. Grazie però ai legami di amicizia con il visconte Palmerston, la Monarchia di luglio, egli riuscì a non mantenere la Francia isolata dagli altri paesi in Europa che tendevano ad allontanarsi da lei in particolar modo nella politica aggressiva contro il Belgio e lungo le coste del Mediterraneo e dell'Africa. La crisi belga era ormai scoppiata e si riproponeva latente un conflitto con i Paesi Bassi, che portò la Francia ad occupare Anversa. Unico punto di contatto era la buona politica instauratasi tra Broglie e Palmerston durante la prima guerra con Muhammad Ali oltre alle comuni attitudini costituzionali. Tutto ciò portò alla Quadruplice alleanza tra Regno Unito, Francia, Spagna e Portogallo, accordo siglato a Londra il 22 aprile 1834. Broglie si era ritirato dal suo incarico politico nel marzo precedente e non tornò al potere sino al marzo dell'anno seguente, quando divenne capo del gabinetto del governo.
Uno dei primi atti di Broglie fu quello di proporre all'Assemblea Nazionale la ratifica di un trattato concluso il 4 luglio 1831 con gli Stati Uniti. Il suo gabinetto di governo inoltre votò le leggi del 1835 che restrinsero la libertà di stampa, cui fece seguito il tentativo di assassinio di Luigi Filippo ad opera dell'anarchico italiano Giuseppe Fieschi nel luglio di quell'anno.
Nel 1836, il governo venne sconfitto sulla proposta di ridurre del 5% le tasse, ed egli decise di dimettersi nuovamente, commentando così la vicenda:

Chi è rimasto al potere tanto a lungo da provare l'onestà delle sue proposte, l'esperienza nelle questioni, e che il senso comune accompagna la sua autorità, può comparare i risultati della sua politica con quelli dei suoi successori in circostanze non dissimili. Ho trovato una Francia isolata ed un'Europa piena di mormorii di guerra; l'ho lasciata forte ed in alleanza con l'Inghilterra oltre che col rispetto di tutta l'Europa liberale.

Dal 1836 al 1848 de Broglie fu completamente estraneo alla politica sia per via del suo temperamento, sia per la morte della moglie avvenuta il 22 settembre 1838 che tanto lo sconvolse. La sua amicizia con Guizot, ad ogni modo, lo indusse ad accettare temporaneamente una missione diplomatica nel 1845 ed a divenire dal 1847 ambasciatore francese a Londra.

### La Seconda repubblica ed il Secondo impero
La Rivoluzione del 1848 fu di grande respiro per la politica di Broglie, in quanto egli capì che questo sarebbe stata la rovina finale della monarchia costituzionale. Egli, ad ogni modo, decise ancora una volta di servire lo Stato francese sedendo nell'Assemblea Nazionale repubblicana nella Convenzione del 1848, come membro dell'ala detta dei "conti", combattendo contro le varie reazioni socialiste e autocratiche. Coi suoi colleghi espresse l'indignazione parlamentare per il colpo di Stato del 2 dicembre 1851, rimanendo per il resto della sua vita uno dei nemici più accaniti del Secondo impero francese.
Si propose quindi di dedicare gli ultimi anni della sua vita essenzialmente alla filosofia ed alla letteratura. Le sue opere, pubblicate da lui stesso in molti casi, ottennero un riconoscimento istituzionale in Francia con la sua ammissione a membro de l'Académie des sciences morales et politiques.

## Matrimonio e figli
Il 15 febbraio 1816, sposò a Livorno Albertine de Staël von Holstein (1797-1838), figlia di Erik Magnus Staël von Holstein e della famosa Madame de Staël, che gli diede quattro figli:
- Pauline (1817-1831)
- Louise (1818-1882), sposò il conte Joseph d’Haussonville
- Albert, IV duca de Broglie (1821-1901)
- Paul (1834-1895), abate